# Viebke & West
Viebke & West A/S er en dansk bygge- og håndværksvirksomhed med kompetencer indenfor maler, tømrer, gulvlægger og murer. Virksomheden blev etableret som et malerfirma i 1988. De har hovedkvarter i Søborg med syv afdelinger i Danmark. I 2024 havde Viebke & West A/S ca. 200 ansatte. Virksomheden er en del af HGC Gruppen, der er ejet af Nicky Dennis Clarke og Mattias Herold Gudmundsson.